# Снупи и Чарли Браун: Филм о клињама
Снупи и Чарли Браун: Филм о клињама (енгл. The Peanuts Movie или Snoopy and Charlie Brown: A Peanuts Movie) је амерички рачунарски-анимирани хумористички филм из 2015. године базиран на Чарлс М. Шулцовом струпу Peanuts, који продуцира Blue Sky Studios и дистрибуира 20th Century Fox. Представља пети дугометражни филм из серије Peanuts и први у 35 година. Режисер филма је Стив Мартино из сценарија Крега и Брајана Шулца (Шулцовог сина и унука) и Корнелијуса Улијана и главне гласовне улоге тумаче Ноа Шнап као Чарли Браун и, преко архивираних снимака, Бил Менделез као Снупи и Вудсток. Филма прати Чарлија Брауна који покушава побољшати своје супротности са малом риђокосом девојчицом, док Снупи пише књигу о летећем асу првог светског рата како он замишља себе легендом покушавајући са спаси свој љубавни интерес и пријатељицу пилота Фифи од Црвеног барона и његове војске.
Снупи и Чарли Браун: Филм о клињама је премијерно изашао 1. новембра 2015. године у Њујорку и у Сједињеним Америчким Државама је изашао пет дана касније. Филм је зарадио 246 милиона долара против буџета од 99 милиона долара поставши 7. анимирани филм по заради 2015. године. Филм је добио углавном позитиван пријем, са похвалама за анимацију и верност према изворном материјалу. Добио је номинације за награду Еми за најбољи анимирани филм, награду критичара за најбољи анимирани филм и био је први филм студија Blue Sky Studios који је добио номинацију за Златни глобус за најбољи анимирани филм.
У Србији је филм изашао 5. новембра 2015. године, синхронизован на српски језик. Дистрибуцију је радио MegaCom Film и синхронизацију Моби.

## Улоге
| Лик            | Оригинални глас            | Српски глас         |
| -------------- | -------------------------- | ------------------- |
| Чарли Браун    | Ноа Шнап                   | Никола Ђорђевић     |
| Френклин       | Марелик „Mar Mar” Вокер           | Данило Миловановић  |
| мала риђокоса  | Франческа Ангелучи Капалди | Срна Марковић       |
| Луси           | Хедли Бел Милер            | Ана Кнежевић        |
| Марси          | Ребека Блум                | Нађа Митровић       |
| Пеперминт Пети | Венус Омега Шултинс        | Марија Цвијетић     |
| Сели           | Маријет Шитс               | Тиња Дамњановић     |
| Лајнус         | Алекс Гарфин               | Димитрије Тодоровић |
| Блатко         | Еј-Џеј Тис                 | Павле Гајић         |
| Пети           | Анастасија Бредикина       | Јована Бурза        |
| Шерми          | Вилијам „Алекс” Ванш       | Немања Павловић     |
| Шродер         | Ноа Џонстоун               | Алекса Станиловић   |
| Виолет         | Мадисин Шипман             | Тијана Чучковић     |
| Фрида          | Франческа Ангелучи Капалди | Ника Рамбосек       |
| Клиња          | Мика Ревели                | Иван Павличић       |